# Rappbodestausee
Rappbodestausee (také: Rappbode-Talsperre) je největší přehradní nádrž v regionu Harz a je nejvyšší hrází v Německu. Spolu s několika dalšími přehradami a retenčními nádržemi, tvoří ochranu před povodněmi systém pro východní Harz. Slouží také jako malá vodní elektrárna s menším výkonem a to 5,5 MW.

## Historie
Počátky projektu soustavy přehrad v regionu Harz sahají do začátků 20. století, kdy se přemýšlelo o vystavení několika přehrad na přítocích řeky Bode. První konkrétní plán byl nakonec vybudovat jednu obrovskou přehradu, která by však zaplavila velký počet vesnic, od tohoto plánu bylo tedy upuštěno. Zvítězil jiný návrh, jenž zahrnoval velkou přehradu na řece Bode, která by však nezaplavila žádnou obydlenou lokalitu. Roku 1938 byly dokončeny práce na projektu a zahájeny přípravné práce v údolí, kde měla nádrž stát a pracovalo se na zdokonalení projektu, ale roku 1942 byly práce zastaveny kvůli probíhající 2. světové válce. Po roce 1945 se na přehradě začalo opět pracovat a projekt byl rozšířen i o úpravu pitné vody, ale všechny ostatní dispozice projektu zůstaly. Základní kámen byl položen 1. září 1952 a dne 7. října 1959 byla uvedena do provozu. V letech 2000-2003 byla rekonstruována, během této rekonstrukce byly odstraněny symboly Východního Německa.

## Hlavní hráz
Bariéra je rovná gravitační přehrada, která zadržuje vodu díky své enormní hmotnosti. Byla postavena v několika sekcích a dokončena roku 1959. Je 106 metrů vysoká a 415 metrů dlouhá. Hřeben hráze byl před rokem 2002 obnoven, jelikož vozovka i beton, ze kterého byl hřeben postaven, byly zvětralé. Jezero, které přehrada zadržuje, slouží především jako vodní nádrž pro pitnou vodu, která má být rezervou pro města v okolí. Potrubí z přehrady zásobuje vodou města jako Aschersleben, Halberstadt, Bernburg (Saale), Halle (Saale) a dokonce i Lipsko.